# Iglesia de San Nicolás (Villafranca del Bierzo)
La iglesia-convento de San Nicolás es un conjunto arquitectónico del siglo XVII situado en Villafranca del Bierzo, en la comarca de El Bierzo, provincia de León, comunidad autónoma de Castilla y León.
Está inspirado en el de Monforte, que a su vez intenta reproducir el del Escorial.
En 2015, en la aprobación por la Unesco de la ampliación del Camino de Santiago en España a «Caminos de Santiago de Compostela: Camino francés y Caminos del Norte de España», España envió como documentación un «Inventario Retrospectivo - Elementos Asociados» (Retrospective Inventory - Associated Components) en el que en el n.º 1885 figura el Convento de los Padres Paules - Iglesia de San Nicolás.

## Descripción
La iglesia sigue el modelo jesuítico, de una sola nave en cruz, con media naranja rebajada y linterna sobre el crucero. Capillas hornacinas intercomunicadas y pilastras toscanas individualizando los tramos.
El claustro, con dos órdenes de arcos de medio punto entre pilastras y galerías de arcos dobles entre semicolumnas sobre una de las crujías.
Relacionándose, por un lado con el desaparecido convento madrileño de Santo Tomás, en la solución adoptada de cerrar los arcos dejando ventanas y óculos ovales en el piso bajo y balcones y óculos elípticos en el segundo piso, y por otro con el claustro de los estudios de la Clerecía de Salamanca.

## Historia
Fue sede de la diputación de la provincia del Vierzo en el siglo XIX.
En la actualidad posee un Museo de Ciencias Naturales y Etnográfico de los Padres Paúles dedicado a Zoología, con numerosos animales disecados, sobre todo pájaros de Filipinas, una colección de conchas y otra de minerales.